# Грінберг Олександр Зиновійович
Олександр-Ісаак Зіновійович Грінберг (нар. 1 [13] серпня 1881, Одеса, Російська імперія — пом. 1938, Москва, СРСР) — російський і радянський архітектор.

## Біографія
Ісаак (Олександр) Зіновійович Грінберг народився 1881 року в Одесі в єврейській міщанській родині Зиновія та Блюми Грінберг. Після закінчення Херсонського міського училища, в 1897 році вступив до Одеського художнього училища. В 1900 і 1901 рр. був нагороджений бронзовою і срібною медаллю за архітектурне креслення. Після закінчення архітектурного відділення училища у 1901 році був зарахований на І-й курс Імператорської академії мистецтв. Був учнем майстерні професора архітектури Олександра Померанцева.
Навчання Олександра Грінберга в Академії внаслідок приватних переносів іспитів через хвороби тривало 10 років.
За цей час в особистому житті архітектора відбулося декілька важливих подій. 5 (18) червня 1908 року в Матвіївській церкві Петроградської сторони він був хрещений у православ'я з нареченням йому ім'я Олександр. 7 (20) січня 1911 року у Вознесенському соборі Камишина вінчався з Олександрою Йосипівною (до шлюбу Сидоренко) (1888–1961), з якою прожив у шлюбі 27 років.
18 (31) травня 1911 года Грінбергу було присуждено звання художника-архітектора за проєкт «Будинку Російського посольства».
З 14 (27) лютого 1912 року — дійсний член Імператорського Санкт-Петербурзького товариства архітекторів.
У 1923 році спільно з Мойсеєм Гінзбургом брав участь у конкурсі на проєктування Палацу Праці в Москві. У 1925 році отримав першу премію у конкурсі на будівлю Центрального телеграфу в Москві. Отримав першу премію (спільно з Борисом Великовським) у конкурсі на зведення будівлі губвиконкому в Брянську (побудований в 1926—1928 рр..). У 1927 році виграв закритий конкурс на проєктування окружної лікарні у Новосибірську, проєкт також був здійснений. Входив до очолюваної Олексієм Щусєвим групи, яка працювала над проєктом будівлі Наркомзему. Став відомий завдяки своїм роботам 1920-х років.
Був членом Асоціації нових архітекторів (АСНОВА), після 1928 року — Об'єднання архітекторів-урбаністів (АРУ), з 1930 року — Московського обласного відділення Всесоюзного архітектурного наукового товариства (МОВАНТ).
Побудував Будинок Рад в Горькому (початок 1930-х), окружну лікарню в Ростові-на-Дону, республіканську лікарню в Махачкалі.
З 1930 по 1933 р. працював над проєктом Будинку науки і культури для Новосибірська (нині — Новосибірський театр опери та балету). Проєкт, виконаний у стилі конструктивізму, був підданий різкій критиці і кілька разів перероблявся іншими архітекторами.
За проєктами Грінберга побудовані університет в Йошкар-Олі (1936), річковий вокзал у Пермі (1940). Після літа 1933 року участі в проєктуванні практично не брав.
Помер 1938 року, похований на Введенському кладовищі.
Творчості архітектора і донині присвячені лекції в Державному музеї імені архітектора Щусєва.

## Основні проєкти і споруди

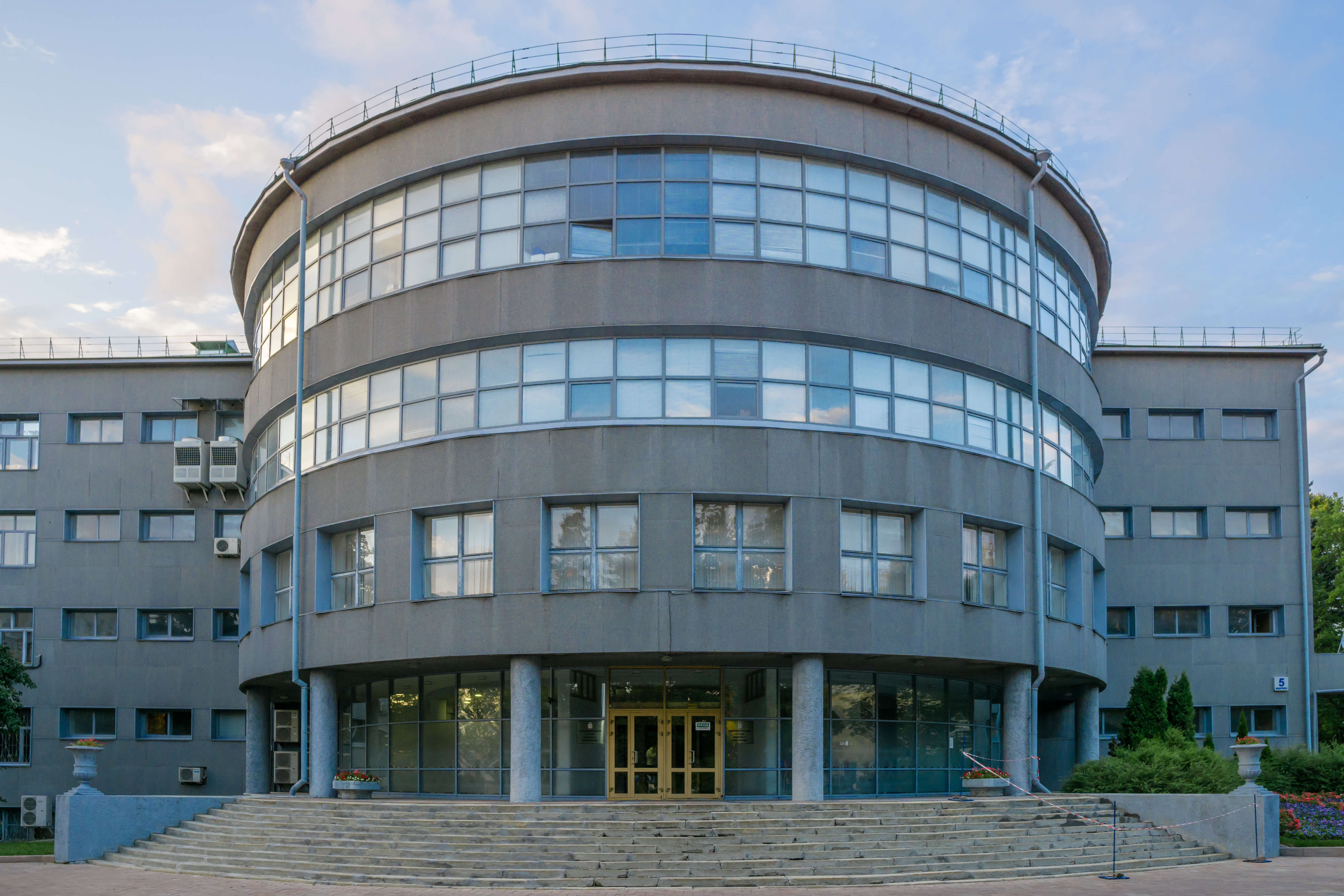
Будинок рад в Нижньому Новгороді (Горький)

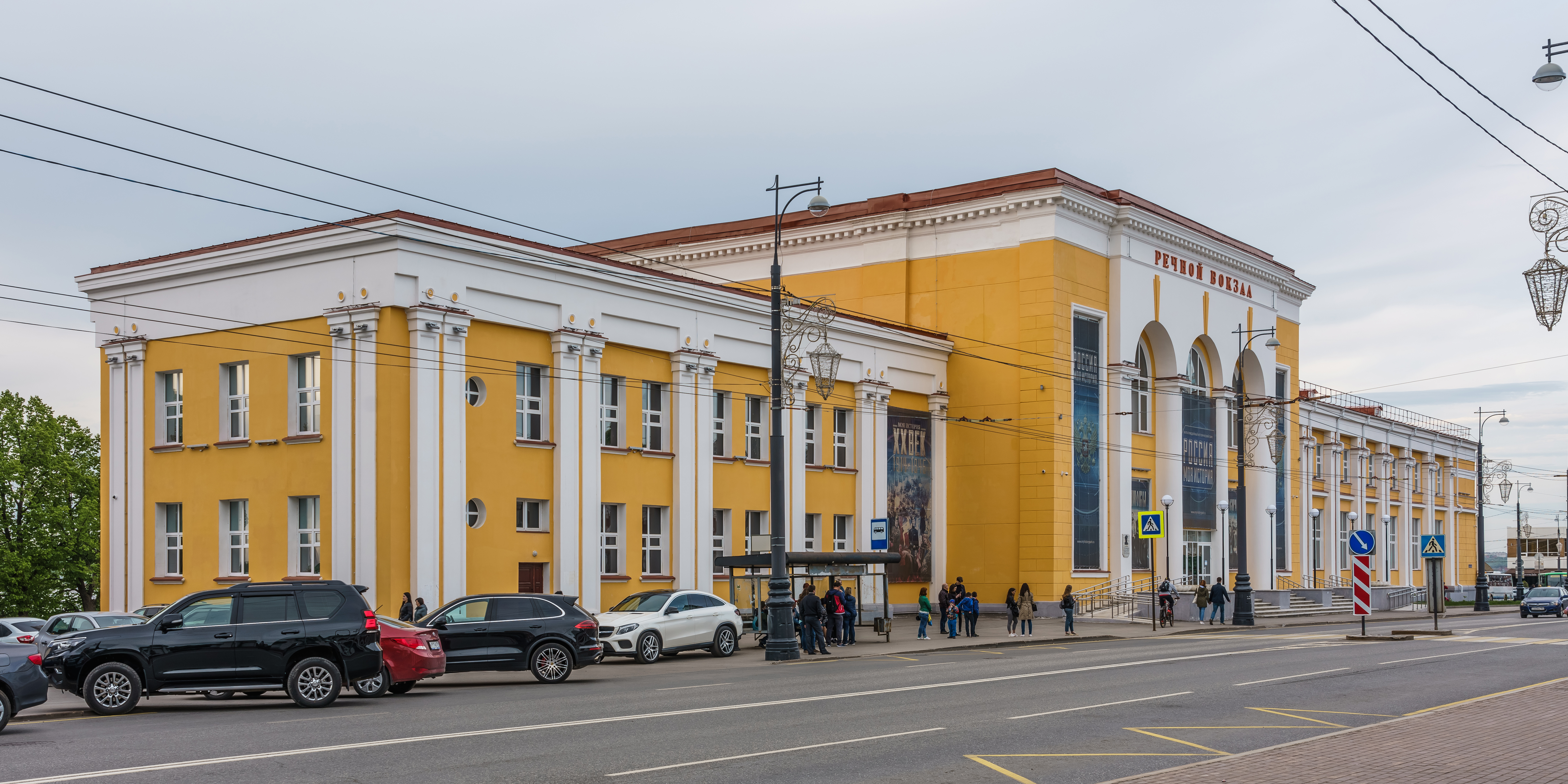
Річковий вокзал у Пермі

- Конкурсний проєкт Контрактового будинку в Києві. 1911—1912. За участю студента Академії мистецтв Марка Фельгера. Четверта премія
- Конкурсний проєкт будинку повітової Земської управи в Костянтинограді (тепер Краснограді Харківської області). 1912. Третя премія
- Конкурсний проєкт забудови території Тучкова Буяна в С.-Петербурзі будівлями для виставок та з'їздів. 1912. Придбано
- Конкурс проєкту кам'яного барака на 60 хворих в Астрахані. 1912. Третя премія
- Конкурсні проєкти будівлі для установ Переселенського управління в Омську (спільно з М. Х. Дубинським). 1913. Перша та Третя премії
- Конкурсний проєкт будинку Санкт-Петербурзького губернського кредитного товариства. 1913. Третя премія
- Конкурсний проєкт клубного будинку Тифліських зборів в Тифлісі (спільно з М. Х. Дубинським). 1913. Третя премія
- Конкурсні проєкти будинку Виборзького товариства для влаштування постійних квартир у Санкт-Петербурзі. 1913. (спільно з А. Я. Лангман і М. А. Айвазян). Перша і Друга премії
- Конкурсний проєкт Народного дому в Ростові-на-Дону. 1913. Друга премія
- Конкурсний проєкт будівлі притулку князів Оболенських для вдів-дворянок у Соснівці. 1914. Перша премія
- Конкурсний проєкт житлового будинку квартир для робітників експедиції заготівлі державних паперів у Санкт-Петербурзі (спільно з М. Х. Дубинським). 1914. Четверта премія
- Конкурсний проєкт Російського для зовнішньої торгівлі банку в Санкт-Петербурзі (спільно з М. Х. Дубинським). 1914. Друга премія
- Конкурсний проєкт будинку земського банку в Одесі. 1914. Третя премія
- Конкурсний проєкт будинку Імператорського сільськогосподарського музею в Петрограді (спільно з М. Х. Дубинським). 1915. Друга премія
- Конкурсний проєкт будинку товариства взаємного кредиту друкарської справи в Петрограді. 1915. Придбано
- проєкт Пролетарського будинку в пам'ять Другого конгресу III Інтернаціоналу в Саратові. 1920—1922. Здійснено частково, розібраний в 1931 р.
- Конкурсний проєкт Будинку рад в Брянську. 1924. За участю Б. М. Великовського. Перша премія. Здійснено
- Проєкт житлового будинку міськради в Брянську. 1927.
- Проєкт Будинку рад у Клинцях. 1927.
- Проєкт будинку-комуни в Клинцях. 1927.
- Житловий будинок кооперативу «Медсанпраця» в Москві (вул. Покровка, 41). 1927. За участю В. К. Кильдишева.
- Конкурсний проєкт Центрального телеграфу в Москві. 1925. Перша премія
- Конкурсний проєкт Народного дому імені В. І. Ульянова-Леніна в Іваново-Вознесенську. 1924—1925. За участю Я. В. Райх і Д. Ф. Фрідмана.
- Конкурсний проєкт Палацу праці в Ростові-на-Дону. 1925. За участю студента Московського вищого технічного училища О. В. Власова. Четверта премія
- Конкурсний проєкт Палацу праці в Катеринославі (нині — м. Дніпро). 1925. За участю студента Московського вищого технічного училища. Друга премія
- Проєкт Республіканської лікарні в Махачкалі. 1928. За участю М. Я. Гінзбурга. Здійснено
- Обласна лікарня на 400 ліжок у Ростові-на-Дону (нині Міська лікарня № 1 ім. М. О. Семашко). 1926—1927. О. З. Грінберг, П. О. Голосов і Л. А. Ільїн (генплан)
- Конкурсний проєкт Окружної лікарні у Новосибірську. Туберкульозний корпус. 1927. За участю М. В. Гофмана-Пилаєва і О. Г. Климухина. Перша премія. Здійснено
- Проєкт Будинку рад в Нижньому Новгороді (Горький). 1929—1931 Здійснено
- Проєкт Будинку рад у Тулі. 1930.
- Конкурсний проєкт Центрального залізничного вокзалу в Нижньому Новгороді (Горький). 1931. За участю М. Т. Смурова.

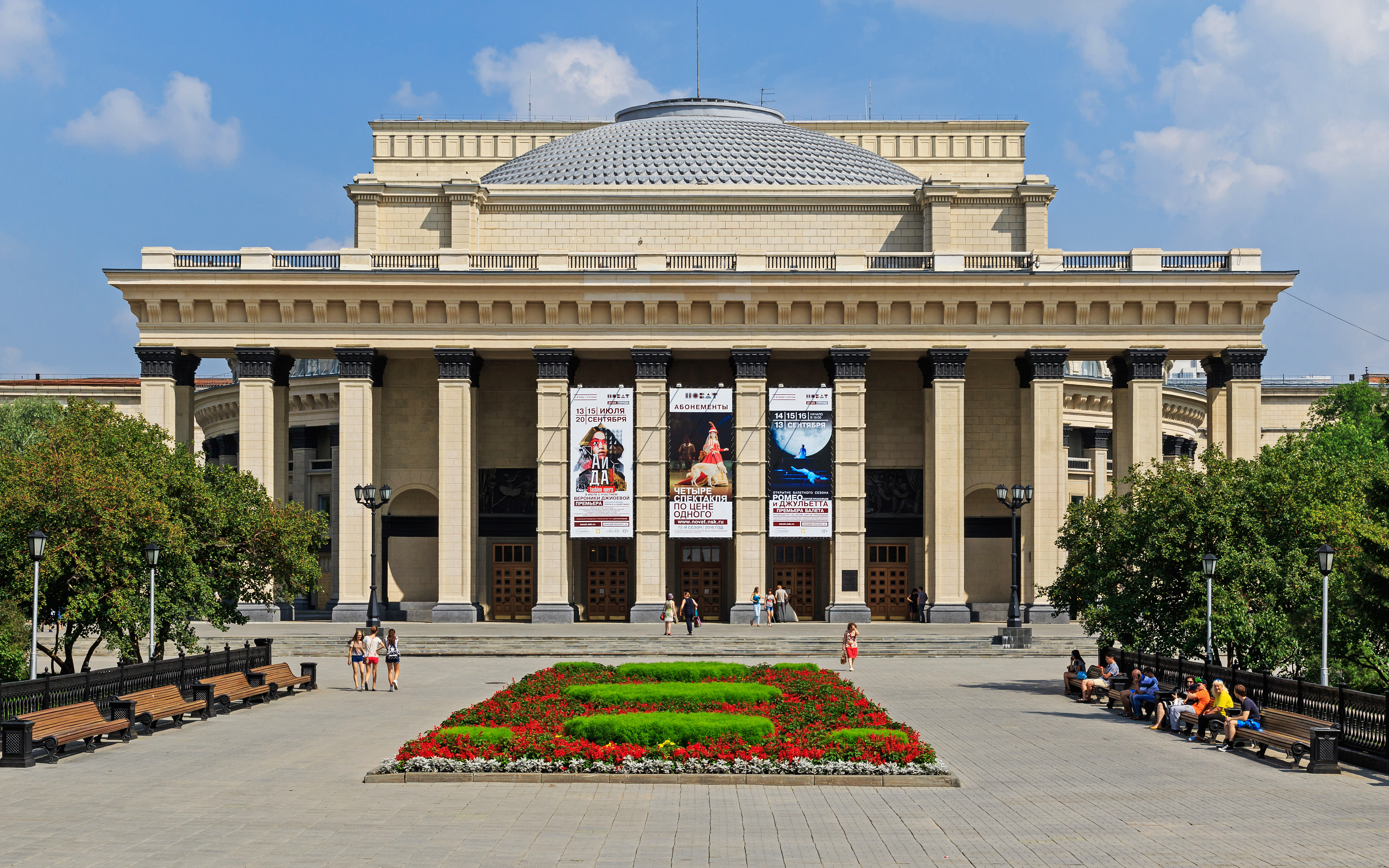
Театр опери та балету, Новосибірськ

- Будинок рад в Дзержинську. 1929—1932.
- Проєкт Синтетичного театру панорамно-планетарного типу Будинку культури і науки в Новосибірську. 1929—1933. За участю М. В. Курилко і Т. Я. Бардта. Здійснено зі змінами
- Проєкт готелю міськради в Нижньому Новгороді (Горький). 1931—1935. Здійснено із змінами
- Конкурсний проєкт Всеросійського Коопстрахпілки в Москві. 1928. За участю О. В. Щусєва. Здійснено зі змінами
- Будівля Наркомзему в Москві. 1928—1933. За участю О. В. Щусєва, Д. Д. Булгакова, І. А. Француза і Г. К. Яковлєва
- Конкурсний проєкт розширення Всесоюзного комуністичного університету ім. Я. М. Свердлова в Москві. 1930. За участю М. Я. Тихомирова. Здійснено із змінами
- Кінотеатр «Мир» у Нижньому Новгороді (Горький). 1937.
- Річковий вокзал у Пермі (Молотов). 1932—1940. За участю Л. В. Гегарда і Р. М. Милеги.